# FLAME VEIN
『FLAME VEIN』（フレイム・ヴェイン）は、BUMP OF CHICKENのインディーズ1枚目のアルバム。1999年3月18日にハイラインレコーズから発売され、メジャーデビュー後の2004年4月28日には再発盤がトイズファクトリーから発売された。再発盤には、廃盤となっている1枚目のシングル「LAMP」のカップリング曲「バトルクライ」が足されており、タイトルを『FLAME VEIN +1』として発売している。

## 概要
すべての曲のレコーディングを2日で終わらせた。
歌詞カードはすべて、ボーカル藤原基央による手書きで、アルバイトの休憩時間などを利用して作業を行った。また、「CHICKEN'S MOVIE FILM」として、自分の居場所を探す猫（「ニコル」）の話が随所に書かれている。
タイトルは「炎の脈」「情熱の静脈」といった意味で、レコーディング中に血管が浮き上がってきたのを見て思いついたという。
バンドとして初期の音源（1996年頃に出来た「ガラスのブルース」以降）が収録されている（隠しトラックには更に古い「DANNY」が収録）。
インディーズ盤の帯には「情熱は約束を守る」というキャッチコピーが書かれていた。
配信・ストリーミング版は『FLAME VEIN ＋1』として配信されている。

## 収録曲
| 全作詞・作曲: 藤原基央。 |                        |          |            |      |
| #                        | タイトル               | 作詞     | 作曲・編曲 | 時間 |
| 1.                       | 「ガラスのブルース」   | 藤原基央 | 藤原基央   | 6:18 |
| 2.                       | 「くだらない唄」       | 藤原基央 | 藤原基央   | 4:03 |
| 3.                       | 「アルエ」             | 藤原基央 | 藤原基央   | 4:18 |
| 4.                       | 「リトルブレイバー」   | 藤原基央 | 藤原基央   | 5:13 |
| 5.                       | 「ノーヒットノーラン」 | 藤原基央 | 藤原基央   | 4:25 |
| 6.                       | 「とっておきの唄」     | 藤原基央 | 藤原基央   | 5:36 |
| 7.                       | 「ナイフ」             | 藤原基央 | 藤原基央   | 6:31 |
| 8.                       | 「バトルクライ」       | 藤原基央 | 藤原基央   | 4:37 |
| 合計時間:                | 合計時間:              | 41:01    |            |      |

| 全作詞・作曲: BUMP OF CHICKEN（※特記以外）。 |                                  |                              |                              |
| #                                            | タイトル                         | 作詞                         | 作曲・編曲                   |
| 1.                                           | 「ドッキング」                   | BUMP OF CHICKEN（※特記以外） | BUMP OF CHICKEN（※特記以外） |
| 2.                                           | 「DANNY」(※作詞・作曲: 藤原基央) | BUMP OF CHICKEN（※特記以外） | BUMP OF CHICKEN（※特記以外） |
| 3.                                           | 「マイ ベスト フレンズ」         | BUMP OF CHICKEN（※特記以外） | BUMP OF CHICKEN（※特記以外） |

### 楽曲解説
1. ガラスのブルース
藤原が初めて日本語で書いた曲で、バンドにとってアンセム的な立ち位置の楽曲。デビュー前、いくつかの大会にこの曲を提げて出場し、優勝を勝ち取っている。ライブではアンコールで演奏されることが多い。 MVは、藤原の手書きイラストを使用したアニメーション風に仕上げられている。掲載されている歌詞と、一部異なる部分がある。
14枚目のシングル「メーデー」のカップリングに、「28 years round」と題したアコースティックバージョンが収録されている。
藤原は歌詞カードで「HEART」と書くべき部分を間違えて「HERAT」と書いている。
ベストアルバム『BUMP OF CHICKEN I <1999-2004>』の1曲目に収録されている。
NHKの番組「SONGS」でBUMP OF CHICKENの特集が組まれた際（2015年）、この曲をスタジオライブ形式で演奏した。アレンジは2015年時点のライブでのものだった[3]。
2. くだらない唄
藤原が東京で一人暮らしをし始めた頃、千葉に電車で帰る間に作った曲。歌詞中に登場する場所にはモデルが存在する（『THE LIVING DEAD』の「続・くだらない唄」を参照）。
ドラマ『天体観測』挿入歌。
ベストアルバム『BUMP OF CHICKEN I <1999-2004>』2曲目に収録された。
3. アルエ
藤原曰く、庵野秀明監督のアニメ『新世紀エヴァンゲリオン』に登場する少女綾波レイに一時本気で恋をした藤原が、イニシャルのR.A（アールエー）をタイトルにとり、作詞作曲した。歌詞中の少女の描写も綾波レイの特徴と一致する。ちなみに英語表記は「ARE」であり、これは「アヤナミレイ」の頭文字である。
再発盤の先行シングルとして2004年に7thシングルとしてリカットされた。
4. リトルブレイバー
のちに、1stシングル「LAMP」のカップリングとしてシングルカットされている。インディーズ時代から2003年頃にかけては、この曲がライブで演奏される際、前奏に入る前に藤原の弾き語りが入ることがあった。
非常に小さくて聞こえにくいが、最初の、「ワン、ツー、スリー」の「ツー」あたりで、「あ、録れた」という声が聞こえる。
近年ではライブではあまり演奏されないが、2004年頃までは定番曲のように頻繁に演奏されていた。
5. ノーヒットノーラン
「ノーヒットノーラン」とは、野球において、投手が相手チームに対してヒットおよび得点（野球では「ラン」という）を許さずに完投勝利することを指す語である。しかし、この楽曲は野球における打者側の心情を描いたものとなっており、「ノーヒットノーラン」は上記のような意味では使われていない。
6. とっておきの唄
数少ない、藤原がラブソングと公言している曲である。
ドラマ『天体観測』挿入歌。
7. ナイフ
間奏部分にわざと藤原の咳が録音されている（デモテープの「ナイフ」には、本当の咳が録音されている）。途中には、アマチュア時代を思わせる英詞が入る。この曲をレコーディングした当日藤原は風邪であった。
ドラマ『天体観測』挿入歌。
8. バトルクライ（再発盤のみ）
1stシングル『LAMP』カップリング曲。『LAMP』の廃盤により再収録された。[4]再発盤の歌詞カードにはこの曲の歌詞が載っておらず、CDトレイの下に隠されている。

- 隠しトラックに「ドッキング」（作詞・作曲:BUMP OF CHICKEN）、「DANNY」（作詞・作曲:藤原基央）、「マイ ベスト フレンズ」（作詞・作曲:BUMP OF CHICKEN）が収録されている。
隠しトラックは「ガラスのブルース」の前の先頭ギャップ（プリギャップ[5]）部分に収録されており、1曲目を（再生時間0分0秒から）巻き戻すことで聴くことができる。しかし、パソコンや一部のCDプレイヤーなど巻き戻すことができない機器では再生不可能である。
「DANNY」はBUMP OF CHICKENが発表したものとしては最古の楽曲となっている。メンバーが高校1年生の時に作曲されたもので、全編英詞である。また、BUMP OF CHICKENの作品に隠しトラックとして収録されている楽曲の中では唯一ライブで演奏経験のある楽曲である[6]。
「ドッキング」「マイ ベスト フレンズ」を歌っているのは「グッドマナーズ」である[7]。